# Virtuel assistent
En virtuel assistent (forkortes VA) er en selvstændig administrativ assistent, som arbejder på freelance-basis og løser opgaver for firmaer fra eget kontor. Ved at bruge en virtuel assistent kan firmaer nemt og fleksibelt tilkøbe en bred række af services uden at binde sig til ekstra faste omkostninger til kontorplads, udstyr og træning. Virtuelle assistenter er endnu ikke så brugte i Danmark, men er et velkendt fænomen i eksempelvis USA.
Virtuelle assistenter har diverse støttefunktioner for firmaer indenfor forskellige brancher. Typiske opgaver inkluderer redigering (f.eks. af hjemmesider, reklamemateriale o.a.), eventkoordinering, rejsebooking, kundeservice gennem telefon og e-mail samt administration af online data.
Kommunikation vil normalt ske via internettet, e-mail, telefon, Skype eller fax. Derfor omtales en VAs ydelser som ”virtuelle”.